# Верещинский, Андрей Семёнович
Верещинский Андрей Семёнович (1880, неизвестно — 1972, неизвестно) — российский и советский рабочий. Участник Гражданской войны и борьбы за власть Советов на Криворожье.

## Биография
Родился в 1880 году.
С начала 1903 года работал в местечке Кривой Рог. Участник революционных событий 1905 года.
Член РСДРП с марта 1917 года, красногвардеец.
В 1917—1918 годах в составе 1-го Криворожского революционного полка участвовал в боях с немецко-австрийскими оккупантами и белокозаками.
В 1919—1920 годах — политрук роты, помощник комиссара полка 42-й стрелковой дивизии, участвовал в боях с деникинцами и врангелевцами.
После гражданской войны работал кузнецом.
Умер в 1972 году.

## Награды
- Орден Красного Знамени[2];
- Орден Трудового Красного Знамени[2];
- Орден Красной Звезды[2];
- Знак «Участник Революционного движения 1917—1922 гг.»[2].